# کلیسای میناس مقدس (آیگستان)
کلیسای میناس مقدس (آیگستان) (ارمنی: Սուրբ Մինաս եկեղեցի (Աբլահ)؛ ) یک کلیسا متعلق به کلیسای حواری ارمنی واقع در شهر آیگستان، استان شاهومیان جمهوری آرتساخ می‌باشد. ساخت و ساز این ساختمان در سده ۱۷ام میلادی؛ به پایان رسید. این بنا به سبک معماری ارمنی طراحی شده است.

## نگارخانه

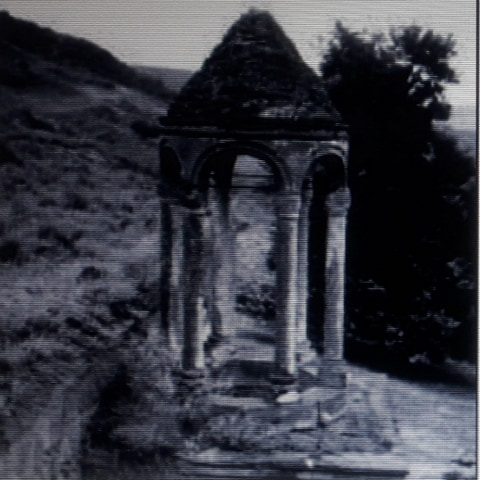
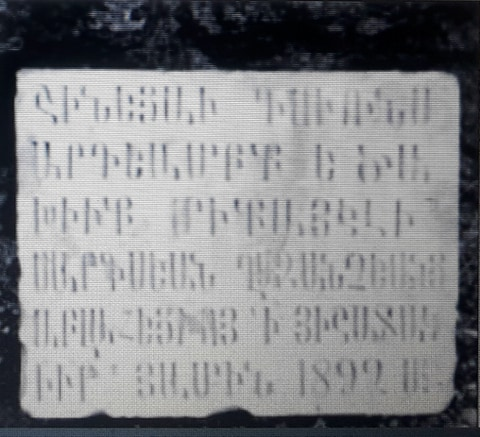
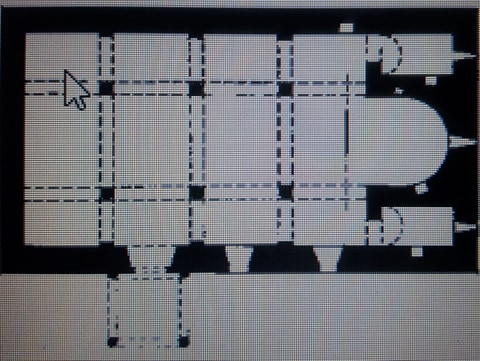
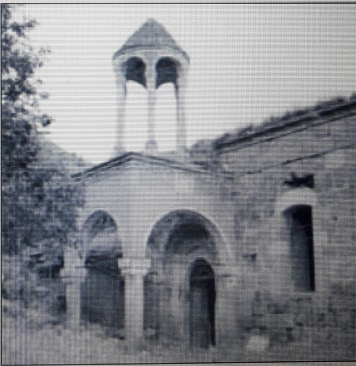
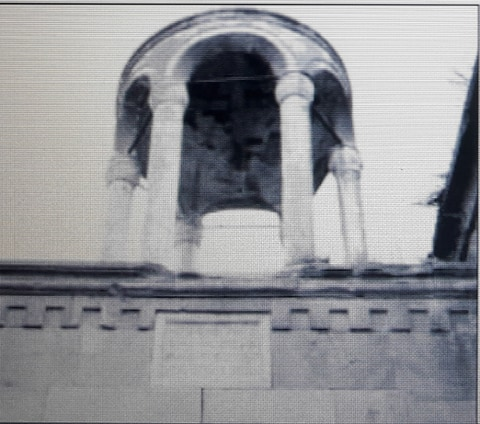